# Margarinotus stercoriger
Margarinotus stercoriger är en skalbaggsart som först beskrevs av Sylvain Auguste de Marseul 1880.  Margarinotus stercoriger ingår i släktet Margarinotus och familjen stumpbaggar. Inga underarter finns listade i Catalogue of Life.